# Wybory prezydenckie w Azerbejdżanie w 2008 roku
Wybory prezydenckie w Azerbejdżanie w 2008 roku odbyły się 15 października. Łącznie wzięło w nich udział siedmiu kandydatów, w tym urzędujący od 2003 prezydent kraju - İlham Əliyev. Do bojkotu wyborów w specjalnie ogłoszonej deklaracji wezwały głównie azerskie partie opozycyjne. Zgodnie z przewidywaniami w głosowaniu zwyciężył İlham Əliyev, jednak obserwatorzy OBWE ocenili wybory jako niespełniające wymogów pluralizmu i demokracji. Pierwsze, wstępne wyniki mówiły, że Əliyev uzyskał 89,4%, jednak po przeliczeniu oficjalnie ogłoszono, że zagłosowało na niego 88,73% wyborców.